# Sciophila geniculata
Sciophila geniculata är en tvåvingeart som beskrevs av Zetterstedt 1838. Sciophila geniculata ingår i släktet Sciophila och familjen svampmyggor. Arten är reproducerande i Sverige. Inga underarter finns listade i Catalogue of Life.